# De Stella Nova
De Stella Nova in Pede Serpentarii (em português: Na nova estrela do pé de Ophiuchus), geralmente conhecido como De Stella Nova, foi um livro escrito por Johannes Kepler entre 1605 e 1606, quando o livro foi publicado em Praga.
Kepler escreveu o livro após o aparecimento da supernova SN 1604, também conhecida como Supernova de Kepler. Esta estrela apareceu na constelação de Ophiuchus, o grego (Ὀφιοῦχος Ophioukhos) "portador da serpente", que também é conhecido em latim como Serpentarius.
A supernova SN 1604 foi observada por quase um ano, de outubro de 1604 a outubro de 1605. As condições de observação eram boas, especialmente quando foi visível pela primeira vez. Uma conjunção de Júpiter e Marte estava ocorrendo perto do lugar onde a supernova apareceu, significando que os astrônomos estavam olhando em sua direção. Como resultado, houve muitas testemunhas de seu aparecimento, mas as observações de Kepler foram particularmente meticulosas. O cuidado que ele teve não apenas em registrar suas próprias observações, mas em compilar as observações de outros astrônomos, tornou De Stella Nova um registro muito importante tanto da própria supernova quanto da astronomia do início do século XVII.

## Posição
Assim que a "nova estrela" apareceu, Kepler começou a registrar suas observações, medindo sua distância angular de estrelas conhecidas, como σ Sagitário, η Ophiuchi, α Ophiuchi, ζ Ophiuchi, α Aquilae e α Escorpião. Com um erro típico de menos de um minuto de arco, notável pelas observações feitas a olho nu, ele estabeleceu que não tinha movimento perceptível.  A baixa declinação da supernova sobre a latitude que Kepler estava observando (Praga, cerca de 50° norte) provavelmente causou refração atmosférica, explicando a maioria dos erros de Kepler. É difícil ter certeza, no entanto, já que o livro de Kepler não dá nenhuma indicação dos tempos ou condições atmosféricas de suas observações. Kepler também menciona as medidas feitas por David Fabricius em Osteel, que concordaram com as suas. (Eles eram tão precisos que, em 1943, permitiram que Walter Baade localizasse o remanescente da supernova, SNR G4.5+6.8).

As medidas de Kepler permitiam-lhe ter a certeza de que a "nova estrela" não mostrava paralaxe. Assim, como sugere a supernova observada 32 anos antes por Tycho Brahe (SN 1572), a doutrina aristotélica de que as estrelas distantes estavam fixadas no firmamento deve ser falsa.